# روبن کوچار
روبن یرواندی کوچار (ارمنی: Ռուբեն Երվանդի Քոչար؛ زادهٔ ۲۶ مارس ۱۹۵۳) کارگردان فیلم، کارگردان نمایش، نویسنده، هنرمند، تهیه‌کننده است. وی از سال ۱۹۷۵ میلادی تاکنون مشغول فعالیت بوده است.

## زندگی‌نامه
وی در ۲۶ مارس ۱۹۵۳ در ایروان به دنیا آمد و از آکادمی دولتی هنرهای زیبای ارمنستان فارغ‌التحصیل شد. از فیلم‌ها یا برنامه‌های تلویزیونی که وی در آن نقش داشته است می‌توان به اشاره کرد. وی همچنین برندهٔ جوایزی همچون چهره هنری شایسته جمهوری ارمنستان، هنرمند شایسته جمهوری ارمنستان شده است.

## فیلمشناسی
| سال  | عنوان                    | گونه         | توضیحات                                                        |
| ---- | ------------------------ | ------------ | -------------------------------------------------------------- |
| ۲۰۱۸ | Auto-portrait            | فیلم سینمایی |                                                                |
| ۲۰۱۸ | اپرا-۸۵                  | فیلم مستند   | تقدیم‌شده به ۸۵مین سالگرد تالار اپرای ایروان                    |
| ۲۰۱۶ | The Bard                 | فیلم مستند   | تقدیم‌شده به موسیقی‌دان ارمنی، Tovmas Poghosyan (توماس بوقوسیان) |
| ۲۰۱۵ | خانه آوت ترتریان         | فیلم مستند   | تقدیم‌شده به آهنسگاز، آوت ترتریان                               |
| ۲۰۱۵ | دوستان ارمنی‌ها           | فیلم مستند   | تقدیم‌شده به یک‌صدمین نسل‌کشی ارمنی‌ها                             |
| ۲۰۱۳ | نام من ویولا است         | فیلم سینمایی | [ ۱ ] [ ۲ ]                                                    |
| ۲۰۱۱ | نقاشی کوچار در فضا       | فیلم مستند   | تقدیم‌شده به پدرش یرواند کوچار و جنبش هنری Painting in Space    |
| ۲۰۱۰ | کلید                     | فیلم سینمایی |                                                                |
| ۲۰۰۸ | مئتاموس                  | فیلم سینمایی |                                                                |
| ۲۰۰۵ | Arahet                   | فیلم سینمایی |                                                                |
| ۲۰۰۱ | Herostratus              | فیلم سینمایی | [ ۳ ]                                                          |
| ۱۹۹۵ | هملت                     | فیلم باله    |                                                                |
| ۱۹۹۲ | یرواند کوچار             | فیلم مستند   |                                                                |
| ۱۹۸۸ | آوتیک                    | فیلم سینمایی |                                                                |
| ۱۹۸۷ | Fairy About A Bird       | فیلم مستند   | تقدیم‌شده به مجسمه‌ساز، بنیک پتروسیان                            |
| ۱۹۸۶ | لیلیت                    | فیلم باله    | [ ۴ ]                                                          |
| ۱۹۸۵ | کوارتت                   |              |                                                                |
| ۱۹۸۵ | Give Me Wings            | فیلم موزیکال |                                                                |
| ۱۹۸۴ | Call                     | فیلم مستند   | تقدیم‌شده به نویسنده موشق گالشویان                              |
| ۱۹۸۴ | خاطرات                   | فیلم باله    |                                                                |
| ۱۹۸۳ | Hello Out There          | فیلم باله    |                                                                |
| ۱۹۸۳ | Sounds of the Duduk      | فیلم مستند   | تقدیم‌شده به موسیقی‌دان، جیوان گاسپاریان                         |
| ۱۹۸۲ | Jazz Trio                | موزیکال      |                                                                |
| ۱۹۸۱ | Elvira Uzunyan's Singing | فیلم مستند   |                                                                |
| ۱۹۸۰ | Metal Game               | فیلم مستند   | تقدیم‌شده به وزنه‌بردار، یوری واردانیان                          |
| ۱۹۷۹ | Fountains                | فیلم مستند   |                                                                |

### مجموعه تلویزیونی
- ۲۰۰۹ - Chain
- ۲۰۱۰ - The Key